# Neogea yunnanensis
Neogea yunnanensis är en spindelart som beskrevs av Yin et al. 1990. Neogea yunnanensis ingår i släktet Neogea och familjen hjulspindlar. Inga underarter finns listade i Catalogue of Life.